# Irish Peach (manzana)
Irish Peach es una variedad cultivar de manzano (Malus domestica).
Criado en Irlanda, posiblemente en el condado de Sligo a principios del siglo XIX. Se introdujo en Inglaterra en 1820. Su óptimo de cultivo se encuentra en USDA Hardiness Zones mínima de 5 a máxima de 8.

## Sinonimia
- "Early apple",
- "Early Crofton",
- "Irischer Pfirschapfel",
- "rlandskoe persikovoe",
- "Irlandskt Persikeapple",
- "Peach Apple",
- "Persikeapple".

## Historia
'Irish Peach' es una variedad de manzana, cultivar que probablemente se originó en "Longford House" en el condado de Sligo (Irlanda). Fue documentado en 1812 en el curso de una búsqueda de variedades de manzanas en el condado de Antrim y posteriormente fue presentado a la Royal Horticultural Society en Londres en 1819 por el propietario del vivero de Kilkenny, John Robertson, debido a lo cual disfrutó de muchas décadas de popularidad en la Inglaterra victoriana y eduardiana. Según algunas fuentes es posible que esta variedad se hubiera obtenido cruzando plántula de semilla de manzana irlandesa como progenitor Parental-Madre con el polen de 'Yellow Transparent' como Parental-Padre.
'Irish Peach' se cultiva en la National Fruit Collection con el número de accesión: 2000-051' y nombre de accesión: Irish Peach.

## Características
'Irish Peach' es un árbol vigoroso, esbelto y erguido. Portador de espuelas de fructificación. Presenta vecería. Tiene un tiempo de floración que comienza a partir del 29 de abril con el 10% de floración, para el 5 de mayo tiene una floración completa (80%), y para el 12 de mayo tiene un 90% de caída de pétalos.
'Irish Peach' tiene una talla de fruto de pequeño a mediano; forma globoso-cónica, ligeramente aplanado, con una altura promedio de 47.50mm y una anchura promedio de 57.00mm; con nervaduras medias y corona fuerte con varios mamelones; epidermis con color de fondo verde amarillento, importancia del sobre color medio lavado, con color del sobre color rojo oscuro, con distribución del sobre color rubor lavado/rayado roto, presentando chapa de rubores lavados de rojos y rayas rotas, acusa punteado abundante lenticelas pequeñas, en el lado expuesto al sol muestra rubor rojo apagado o rojo pardo, manchas de ruginoso-"russeting, importancia del ruginoso-"russeting" (pardeamiento áspero superficial que presentan algunas variedades) débil; pedúnculo corto, de calibre robusto y se encuentra en una cavidad peduncular profunda, y con ruginoso en las paredes, y con importancia del "russeting" en la cavidad peduncular débil; cáliz con la anchura de la cavidad calicina estrecha, profundidad de la cavidad calicina media, con surcos profundos de la piel en el interior de la cav. calicina; ojo pequeño, semiabierto; sépalos largos, puntiagudos y vueltos hacia fuera desde por debajo de su mitad; carne es de color crema, con textura de grano fino, crujiente y jugos, sabor dulce, picante y aromático.
Su tiempo de recogida de cosecha se inicia a principios de agosto. Estas manzanas tienden a ablandarse y secarse en almacenamiento en un mes. Se mantiene un mes en una habitación fría regular.

## Progenie
'Irish Peach' tiene en su progenie como Parental-Padre, a las nuevas variedades de manzana:
- Balder

## Usos
Desarrollado como una manzana fresca para comer, pero también es una buena opción para jugo de manzana.

## Ploidismo
Diploide. Auto estéril, para los cultivos es necesario un polinizador compatible. Grupo C Día 8.

## Susceptibilidades
- Muy resistente a la roya del manzano y del enebro.[5]